# Мухаррак (остров)
Мухаррак (араб. جزيرة المحرق‎) — второй по площади остров государства Бахрейн после острова Бахрейн. Административно относится к одноимённой мухафазе.

## Описание
Ранее остров назывался Мохарек. С XIX века по 1923 год остров был резиденцией династии Аль Халифа.
Мухаррак имеет в длину 18 километров, в ширину 5,5 километра, его площадь составляет около 56 км² и продолжает увеличиваться, длина береговой линии около 50 километров, высшая точка находится на отметке 10 метров над уровнем моря. Население — около 200 000 человек. На острове расположен крупнейший аэропорт страны, рядом с ним — военная база. Чуть северо-восточнее острова расположен искусственный архипелаг Амвадж, а чуть севернее — также искусственная группа островов Дияр-аль-Мухаррак. C «большой землёй» остров соединяют три моста (causeway), крупнейший из которых — Shaikh Isa Causeway.
Населённые пункты острова
- Мухаррак (176 583 жителя по оценкам 2012 года)
- Аль-Даир[англ.]
- Арад (ранее являлся отдельным островом)
- Бусайтин[англ.][2]
- Аль-Хидд[англ.]
- Галали[англ.] (ок. 2000 чел.; 1991)
- Халат-Бу-Махер[англ.]
- Самахеей[англ.]

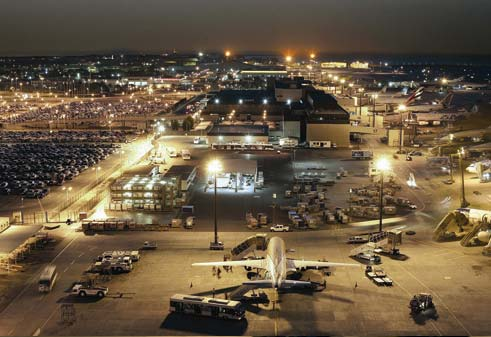
Аэропорт «Бахрейн»
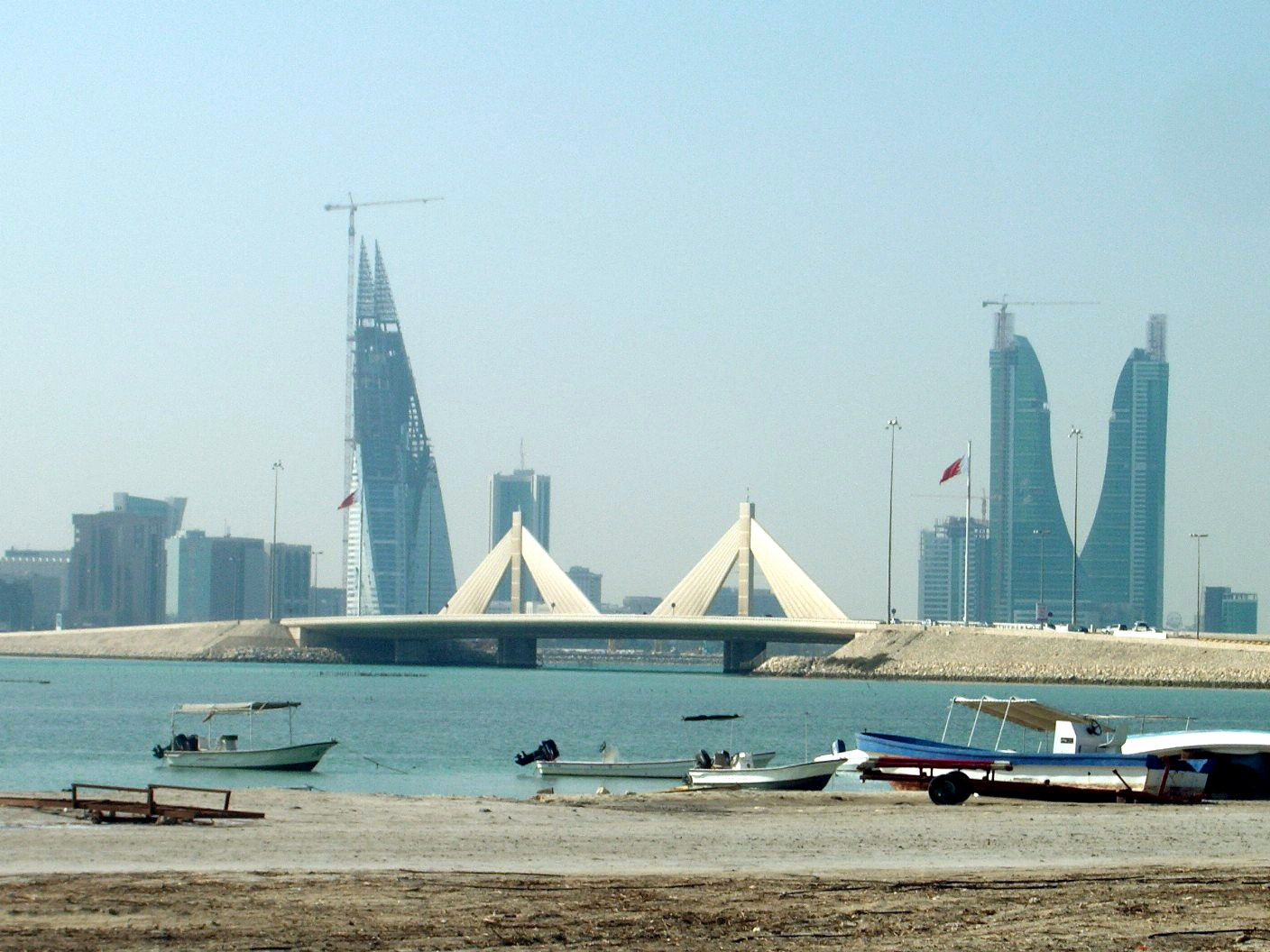
Мост Shaikh Isa Causeway[англ.]
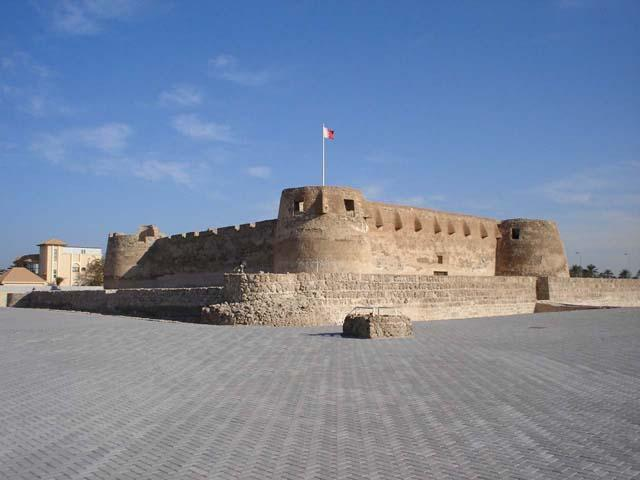
Форт Арада